# Vincent Chepkok
Pour les articles homonymes, voir Kiprop.
Vincent Kiprop Chepkok (né le 5 juillet 1988 dans le District de Keiyo) est un athlète kényan, spécialiste des courses de fond.

## Biographie
Né à Kapkitony, dans le District de Keiyo, Vincent Chepkok fait ses débuts sur scène internationale en 2007 à l'occasion des Championnats du monde de cross-country de Mombasa. Il se classe deuxième de la course individuelle junior derrière son compatriote Asbel Kiprop, et remporte par ailleurs le titre par équipes. 
En 2009, il se qualifie pour les Championnats du monde d'athlétisme de Berlin grâce notamment à sa performance de 13 min 01 s 35 réalisée le 14 juin lors du 5 000 mètres du Meeting de Berlin. L'année suivante, il remporte le British Grand Prix de Gateshead comptant pour la Ligue de diamant 2010, et porte son record personnel du 5 000 m à 12 min 51 s 45 à l'occasion du Meeting de Doha.
Troisième des Championnats du Kenya de cross-country en début de saison 2011, il occupe la même place lors des Championnats du monde de cross de Punta Umbría, en Espagne, où il s'incline face à l’Éthiopien Imane Merga et l'autre Kényan Paul Tanui. Il remporte par ailleurs le titre mondial par équipes, en compagnie de Paul Tanui, Mathew Kisorio et Geoffrey Mutai. Lors de la Ligue de diamant 2011, Vincent Chepkok se classe troisième du Golden Gala de Rome, premier du meeting Athletissima de Lausanne et troisième du Mémorial Van Damme de Bruxelles. Il termine deuxième du classement général final de l'épreuve du 5 000 m, derrière Imane Merga.
Début 2012, Vincent Chepkok porte son record personnel du 10 km sur route à 28 min 11 s. Il se classe cinquième en individuel et premier par équipes des Championnats d'Afrique de cross-country, au Cap, en Afrique du Sud. En mai 2012, il remporte le 5 000 m du Meeting de Rabat en établissant la meilleure performance provisoire de l'année en 12 min 59 s 28.

## Palmarès
- Championnats du monde junior de cross-country 2007
  -  Médaille d'argent de la course individuelle
  -  Médaille d'or par équipe
- Championnats du monde de cross-country 2011
  -  Médaille de bronze en individuel.
  -  Médaille d'or par équipe

## Records
| Épreuve  | Performance    | Lieu      | Date         |
| -------- | -------------- | --------- | ------------ |
| 3 000 m  | 7 min 30 s 15  | Doha      | 6 mai 2011   |
| 5 000 m  | 12 min 51 s 45 | Doha      | 14 mai 2010  |
| 10 000 m | 28 min 23 s 46 | Barakaldo | 24 juin 2006 |